# Kaspars Kambala

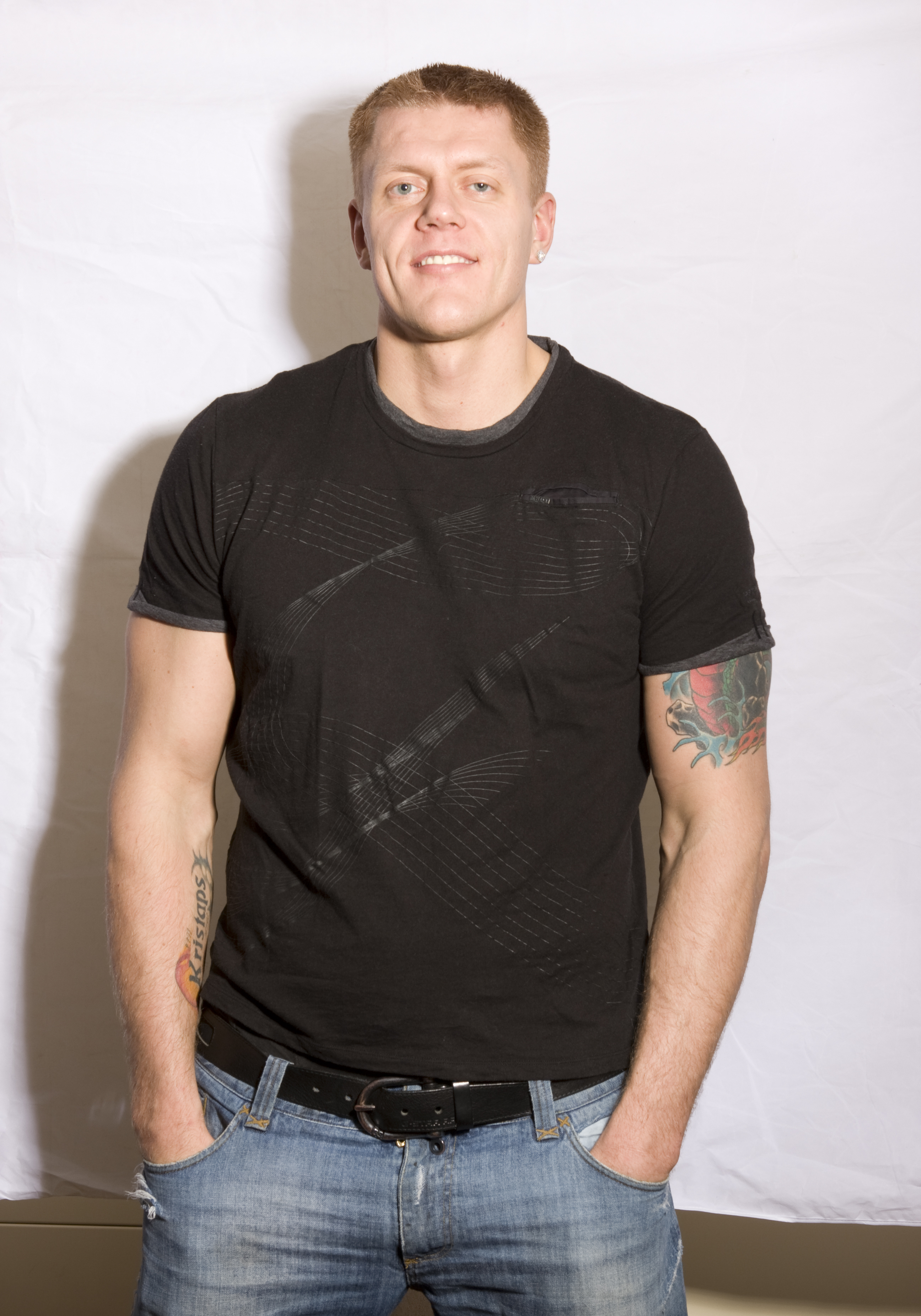
Kaspars Kambala (2009)

Kaspars Kambala (* 13. Dezember 1978 in Riga) ist ein ehemaliger lettischer Basketballspieler und Boxer.

## Laufbahn

### Basketball
Kambala, der in einem Jugendspiel in seinem Heimatland 98 Punkte erzielte, gab 1993 im Alter von 14 Jahren im Trikot von Rīgas Laiks seinen Einstand in der ersten Liga Lettlands. Er verließ 1996 Riga und wechselte in die Vereinigten Staaten an die Homestead High School (Bundesstaat Wisconsin). Dort blieb er ein Jahr, danach gehörte der 2,05 Meter große Innenspieler der Mannschaft der University of Nevada, Las Vegas (UNLV) an. Er studierte Casinowirtschaft. In 113 Spielen für die Hochschulmannschaft erzielte Kambala im Schnitt 15 Punkte, sein Höchstwert im UNLV-Hemd waren 37 Punkte im November 2000 gegen die University of Louisville. Mit insgesamt 921 Rebounds stand in der Bestenliste der Hochschulmannschaft auf dem vierten Rang, als er diese 2001 verließ. Mit 507 getroffenen Freiwürfen stellte er eine UNLV-Bestmarke auf.
Kambalas erster Verein als Berufsbasketballspieler wurde Efes Pilsen Istanbul (2001 bis 2003). Er gewann mit der Mannschaft 2002 und 2003 die türkische Meisterschaft. Ende Oktober 2002 erzielte er in einem Euroleague-Spiel gegen den FC Barcelona 41 Punkte, stellte damit die Ligabestmarke ein. In der Saison 2003/04 war Kambala Spieler von Real Madrid, erreichte mit der spanischen Hauptstadtmannschaft im europäischen Vereinswettbewerb ULEB Cup das Endspiel, verlor dieses jedoch gegen Hapoel Jerusalem, obwohl der Lette mit 20 Punkten eine gute Leistung zeigte. In der spanischen Liga ACB brachte er es für Real in der Saison 2003/04 auf Mittelwerte von 16,7 Punkten und 5,7 Rebounds je Begegnung.
Kambala zog es nach Russland, dort spielte er 2004/05 für Unics Kasan. Von 2005 bis 2007 stand er bei Fenerbahçe Istanbul unter Vertrag. Vom 13. Dezember 2006 bis 12. Februar 2008 war er wegen Doping gesperrt. In der von Kambala abgegebenen Dopingprobe wurden Spuren eines Abbauprodukts von Kokain gefunden. Ein Einspruch Kambalas gegen die Sperre wurde abgewiesen. Nach dem Ablauf seiner Dopingsperre und einem Ausflug ins Berufsboxen wurde er Ende Dezember 2008 vom russischen Verein BC Jenisej Krasnojarsk verpflichtet. In Krasnojarsk blieb er bis 2010, wechselte zum Spieljahr 2010/11 zu Lukoil Akademik Sofia nach Bulgarien. Im Mai 2011 wurde Kambala von Mahram Teheran BC (Iran) unter Vertrag genommen. Seine folgenden Stationen wurden Türk Telekom Ankara (2011/12, Türkei), DSI Era Ankara (2013 bis 2015, Türkei), BK Barons Riga (2014/15, Lettland), Adanaspor (2015/16, Türkei) und Yakın Doğu Üniversitesi SK (2016/17, Nordzypern). 2019 gab er noch ein kurzes Gastspiel bei BK Jūrmala in seinem Heimatland.
Mit Lettlands Nationalmannschaft nahm Kambala an den Europameisterschaften 2001, 2003 und 2009 teil. Bei der EM 2001 stand er mit 19 Punkten pro Spiel auf dem vierten Platz der Korbjägerliste des Turniers. Bei der EM 2009 schlug er dem Deutschen Steffen Hamann den Ellenbogen ins Gesicht und wurde daraufhin für vier Spiele gesperrt.

### Boxen
Kambala bestritt im Januar 2008 in Las Vegas seinen ersten Kampf als Berufsboxer (Schwergewicht), er erreichte dabei gegen Alvaro Morales aus Mexiko ein Unentschieden. Im Jahr 2008 stand der Lette bei drei weiteren Kämpfen in Las Vegas im Ring, welche er jeweils gewann. Es folgte eine Pause von mehr als zehn Jahren. Im März 2019 boxte Kambala wieder, er gewann in Riga gegen Aliaksandr Niakhaichyk aus Belarus.

## Sonstiges
Er spielte im 2018 erschienenen lettischen Film Homo Novus mit.